# Regionalstadtbahn Linz

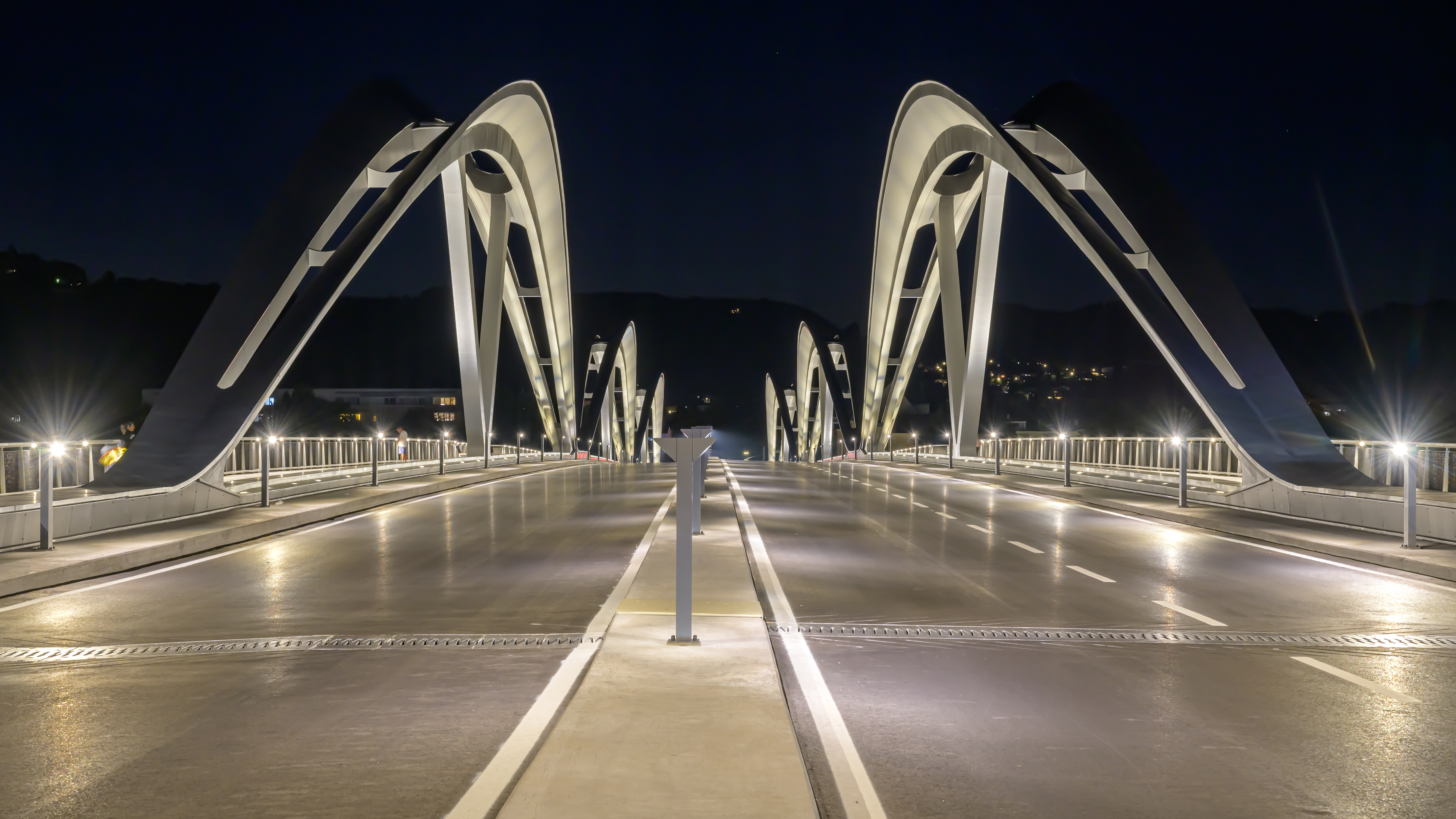
Neue Linzer Eisenbahnbrücke mit freigehaltener Trasse für die Regionalstadtbahn (links)

Die Regionalstadtbahn Linz ist ein in Planung befindliches Verkehrsprojekt in Linz in Oberösterreich. Dieses für Linz neue Verkehrssystem beruht auf dem international bewährten Prinzip Tram-Train, soll die Straßenbahn Linz ergänzen und Teil der S-Bahn Oberösterreich werden. Die Regionalstadtbahn soll von der landeseigenen Schiene OÖ GmbH errichtet werden. Als Teil dieses S-Bahn-Netzes soll die Regionalstadtbahn normalspurig ausgelegt werden und nicht die Spurweite von 900 mm der Linzer Straßenbahn verwenden.

## Netz

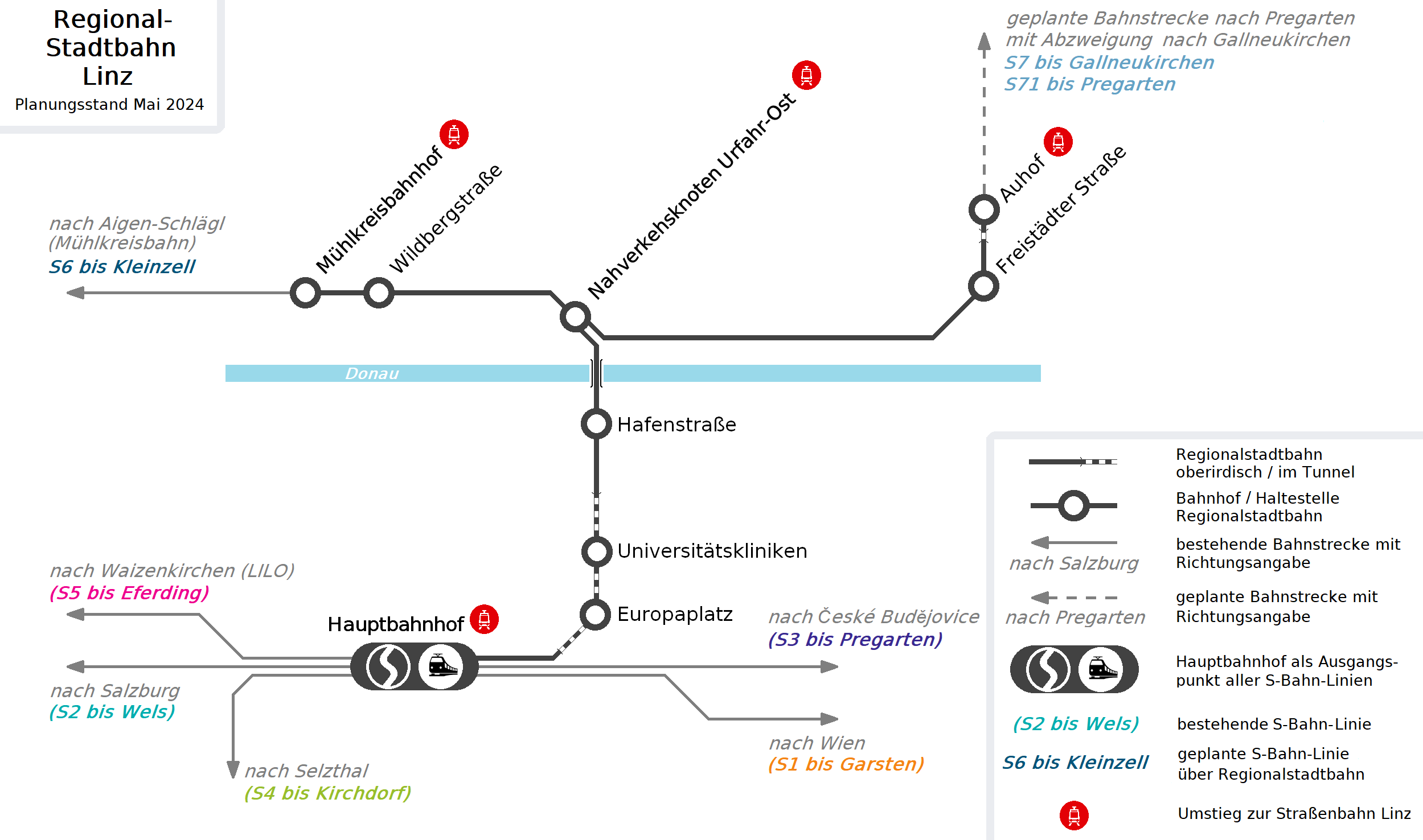
Schematische Darstellung der innerstädtischen Teile der geplanten Regionalstadtbahn Linz

In Linz soll die Regionalstadtbahn neben der Straßenbahn Linz eine zweite Nord-Süd-Schienenachse bilden. Ausgehend vom Hauptbahnhof soll sie nahe des ORF-Landesstudios in den Untergrund abtauchen und unter dem Europaplatz (Haltestelle Europaplatz) und dem Kepler Universitätsklinikum (Haltestelle Universitätskliniken) bis zur Derfflingerstraße in einem Tunnel geführt werden. Nach der Unterquerung der Derfflingerstraße soll sie ebenerdig auf einer östlich der Gruberstraße liegenden und für die Bahn bereits freigehaltene Trasse bis zur Hafenstraße geführt werden, die von der Regionalstadtbahn in Hochlage überquert werden soll (Haltestelle Hafenstraße). Im weiteren Verlauf soll die Regionalstadtbahn die Donau über die neue Eisenbahnbrücke queren. Nahe der Brücke soll in der Ferihumerstraße der Nahverkehrsknoten Urfahr-Ost errichtet werden, wo sich die Regionalstadtbahn Linz auf zwei Äste teilt. Außerdem ist dort auch eine Umstiegsmöglichkeit zur Straßenbahn Linz geplant, wobei hier die Straßenbahn in einem kurzen Tunnel unter der Regionalstadtbahn geführt werden soll.
Vom Nahverkehrsknoten Urfahr-Ost soll eine Strecke über eine Haltestelle Wildbergstraße bis zum Mühlkreisbahnhof errichtet werden, wodurch die Anbindung der Mühlkreisbahn an den Hauptbahnhof realisiert wird. Dem Wunsch der Stadt Linz nach einer Führung im Tunnel wird nicht entsprochen.
Die beim Nahverkehrsknoten Urfahr-Ost abzweigende zweite Strecke soll dann zum Donaudamm verlaufen. Während ursprünglich eine Streckenführung durch die Prager Straße angedacht war, ist nun eine Führung über den Heilhamer Weg geplant. Das bedeutet, dass die Züge im Nahverkehrsknoten Urfahr-Ost die Fahrtrichtung wechseln müssen. Die geplante Strecke verläuft entlang des Donaudammes über die Haltestelle Freistädter Straße zur Haltestelle Auhof nahe der Universität Linz, wo eine Anbindung an die Straßenbahnlinien 1 und 2 erfolgen soll. Dazu wäre eine kurze Verlängerung der Straßenbahn von der bisherigen Endhaltestelle Universität zur Haltestelle Auhof vorgesehen.
Als technische Parameter sieht die im Mai 2024 von Bund und Land Oberösterreich abgeschlossene Vereinbarung vor:
- Straßenbahn auf eigenem Gleiskörper mit Spurweite 1435 mm,
- elektrischer Betrieb mit 750 Volt Gleichspannung (ausgenommen Übergangsbereiche zur ÖBB),
- Bahnsteige für Zuglängen von bis zu 120 Metern,
- Bögen werden mit Radius von zumindest 56 Metern errichtet,
- Maximale Neigung von 55 ‰,
- Achslasten möglichst Streckenklasse B1, zumindest für Streckenklasse A, auf Donaubrücke jedoch nur 12 Tonnen Achslast.

## Finanzierung
Das Land Oberösterreich ist für das Projekt der Regionalstadtbahn federführend. Die geplanten Kosten von 939 Millionen Euro werden zwischen dem Bund, dem Land Oberösterreich und der Stadt Linz geteilt. Der Bund sagte im Jahr 2021 die Übernahme von 50 % der Kosten zu. Grundlage für seinen Kostenbeitrag sind zwei Vereinbarungen gemäß Art. 15a B-VG (Bund-Land-Staatsverträge). Die im Jahr 2021 abgeschlossene Vereinbarung bezieht sich auf einen Teil der Planungskosten, die 2024 abgeschlossene Vereinbarung regelt die Kostenübernahme für die noch ausständigen Planungsleistungen und den Bau. Die Stadt Linz übernimmt 7,5 % der Kosten, wobei der Kostenbeitrag der Stadt auf 50 Millionen Euro gedeckelt ist. Der dafür erforderliche Finanzierungsvertrag wurde am 7. März 2024 im OÖ Landtag und am 21. März 2024 im Gemeinderat beschlossen. Das Land Oberösterreich übernimmt die verbleibenden 42,5 % der Kosten (bzw. mehr, wenn die Deckelung des Beitrags der Stadt Linz zum Tragen kommt).
Eine Elektrifizierung der Mühlkreisbahn und die außerstädtische Strecke Linz Auhof–Pregarten/Gallneukirchen ist von diesen Verträgen nicht erfasst.

## Bedienung durch die S-Bahn
Nach der Eröffnung soll die Regionalstadtbahn Linz vorerst von zwei Linien der S-Bahn Oberösterreich bedient werden:
- : Linz Hbf – Kleinzell (Regionalstadtbahn und Mühlkreisbahn)
- : Linz Hbf – Linz Auhof

Dabei soll die Linie S5 (Linzer Lokalbahn im Abschnitt Linz Hbf–Eferding) mit der S7 durchgebunden werden, sodass eine umsteigefreie Verbindung von Eferding bis Linz Auhof geschaffen wird. Um von der S-Bahn bedient werden zu können, soll die Mühlkreisbahn bis Kleinzell elektrifiziert werden. Es steht im Raum, dass die Schiene OÖ GmbH die bisher den ÖBB gehörende Mühlkreisbahn übernimmt.
In einem weiteren Ausbauschritt soll die Regionalstadtbahn um eine Bahnstrecke Linz Auhof–Pregarten ergänzt werden, die von Linz-Auhof über die Haltestellen Winklersiedlung, Treffling, Innertreffling, Schweinbach, Engerwitzdorf, P&R Großanlage Linz Nord-Ost und BBG Radingdorf / Obervisnitz zum Bahnhof Pregarten verläuft, der bereits von der S3 bedient wird. Die Stadt Gallneukirchen soll durch eine Abzweigungsstrecke angebunden werden, die von Linz aus gesehen nach der Haltestelle Innertreffling abzweigt und dann über eine Haltestelle Linzerberg zu einer Endhaltestelle Gallneukirchen im Stadtzentrum verlaufen soll, wobei jedoch noch Alternativen zur Debatte stehen.
Nach Fertigstellung dieser Bahnstrecke soll die Regionalstadtbahn von folgenden Linien bedient werden:
- : Linz Hbf – Kleinzell
- : Linz Hbf – Gallneukirchen
- : Linz Hbf – Pregarten

In einigen Plänen werden entsprechend dieses Bedienkonzepts neben den oben beschriebenen innerstädtischen Strecken auch die Mühlkreisbahn, die Linzer Lokalbahn im Abschnitt Linz Hbf–Eferding und die geplante Strecke Linz Auhof–Pregarten mit Abzweigung nach Gallneukirchen als Regionalstadtbahn Linz bezeichnet.

## Fahrzeuge
Bereits in einer frühen Projektphase wurde entschieden, auf Tram-Trains zu setzen.
Die für die Bedienung der Regionalstadtbahn und der Linzer Lokalbahn (dort als Ersatz für die Stadler GTW) erforderlichen Fahrzeuge werden von der Schiene Oberösterreich im Auftrag des Landes erworben und im Sinne des Art. 5a der Verordnung (EG) Nr. 1370/2007 über öffentliche Personenverkehrsdienste auf Schiene und Straße dem jeweiligen Betreiber zur Verfügung gestellt. Um möglichst bewährte Fahrzeuge zu optimalen Einkaufskonditionen zu erhalten, haben sich insgesamt sechs Betreiber von Stadtbahnsystemen in Österreich und Deutschland im Rahmen des Projekts VDV-Tram-Train zu einer gemeinsamen Fahrzeugausschreibung des Verbandes Deutscher Verkehrsunternehmen zusammengeschlossen. Aus Österreich sind das Land Oberösterreich sowie auch die Projektbetreiber der Regionalstadtbahn Salzburg in diesem Beschaffungsprojekt involviert. Anfang 2022 erhielt Stadler den Zuschlag für die Lieferung von Citylink-Fahrzeugen.
Im September 2022 wurde ein 1:1-Modell eines Fahrerstandes präsentiert. Die komplette Fahrzeuggestaltung wurde im Februar 2024 der Öffentlichkeit präsentiert. Das erste fertiggestellte Fahrzeug konnte im September 2024 auf der Fachmesse InnoTrans in Berlin besichtigt werden.

## Geschichte und Umsetzung
Dem aktuell verfolgten Plan der Regionalstadtbahn Linz gingen zahlreiche Diskussionen und andere Pläne voraus. So war geplant, eine Neue Schienenachse Linz als Teil der Linzer Straßenbahn zu realisieren. Eine Variante sah vor, die Mühlkreisbahn bis Kleinzell zu elektrifizieren und auf die von der Straßenbahn verwendete Spurweite von 900 mm umzuspuren und die weitere Strecke stillzulegen. Eine andere Variante sah vor, dass die Mühlkreisbahn über eine normalspurige Stadtbahn an den Hauptbahnhof angebunden werden sollte, für den innerstädtischen Verkehr eine neuen Straßenbahnachse mit der Option einer Verlängerung der Straßenbahn Linz nach Gallneukirchen und Pregarten zu errichten. Die Stadtbahn und die Straßenbahn hätten nach diesem Plan teilweise auf einer gemeinsamen Trasse verlaufen sollen, was die Verwendung eines Dreischienengleises erfordert hätte. Dieser Plan wurde im Jahr 2019 verworfen. Stattdessen ist seit 2019 die Regionalstadtbahn geplant, die für den innerstädtischen Verkehr durch neue Oberleitungsbus-Linien ergänzt werden soll, realisiert werden.
Die Landesregierung hat im Jahr 2017 ein Raumordnungsprogramm über die Freihaltung von Grundstücksflächen für den Abschnitt Linz Auhof–Pregarten der Bahnstrecke beschlossen. Damals stand noch im Raum, auf dieser Trasse eine Straßenbahnverbindung mit Spurweite von 900 mm zu errichten.
Die Stadt Linz und das Land Oberösterreich machten das Projekt von einer finanziellen Beteiligung des Bundes abhängig. Am 12. März 2021 haben sich Bund und Land auf eine gemeinsame Finanzierung geeinigt, im Gegenzug wurde die Teilnahme Oberösterreichs am Klimaticket fixiert. Während eine grundsätzliche Einigung für das Gesamtprojekt erzielt wurde, hatte der abgeschlossene Finanzierungsvertrag nur einen Beitrag des Bundes zu den Planungskosten zum Gegenstand. Das zwischen Stadt und Land vereinbarte Paket umfasst auch zwei neue O-Bus Linien, die teilweise auf der Strecke der Regionalstadtbahn verkehren sollen.
Im Februar 2022 wurden die Planungsaufträge für die beiden ersten Abschnitte der westlichen Linie an zwei Planungsunternehmen vergeben. Die Bauarbeiten für den innerstädtischen Abschnitt sollen frühestens 2026 starten. Die Fahrzeugbeschaffung war zu diesem Zeitpunkt bereits vertraglich gesichert.
Zur Regionalstadtbahn Linz gab es auch 2023 noch Streitpunkte zur Parallelführung mit dem Oberleitungsbus und eine mögliche Führung durch Tunnels. Im Dezember 2023 wurde eine politische Einigung bekanntgegeben. Im Jänner 2024 wurde die Bevölkerung mit der Veröffentlichung weiterer Projektdetails informiert. Die im Mai 2024 unterzeichnete Finanzierungsvereinbarung zwischen Bund und Land OÖ über Planung und Bau des gesamten innerstädtischen Teils der Regionalstadtbahn wurde am 4. Juli 2024 zuerst im oberösterreichischen Landtag und danach auch im Nationalrat jeweils einstimmig angenommen. Die Veröffentlichung im Bundesgesetzblatt erfolgte am 24. Oktober 2024.
Im Mai 2024 wurde behördlich festgestellt, dass für den Abschnitt Linz Hbf–Mühlkreisbahnhof keine Umweltverträglichkeitsprüfung erforderlich ist.
Im Dezember 2024 erhielt eine Bietergemeinschaft bestehend aus ILF Consulting Engineers Austria GmbH und der Schimetta Consult ZT GmbH einen Auftrag für die Planung des Abschnittes Auhof bis Gallneukirchen/Pregarten.
Die Konzession für den Abschnitt zwischen Hauptbahnhof und Mühlkreisbahnhof wurde der Schiene OÖ GmbH & Co KG am 3. Juli 2025 erteilt.